# Таллинский залив
Та́ллинский зали́в (залив Таллина; устар.: Ревельская бухта, Таллиналахт; эст. Tallinna laht) — часть Финского залива между полуостровами Суурупи и Виймси и островами Найссаар и Аэгна. На южном побережье залива расположена столица Эстонии — город Таллин.
Площадь залива — около 250 км², наибольшая глубина — 90 метров (между островами Аэгна и Найссаар). Таллинский залив является одним из самых глубоких заливов Эстонии.
Полуострова в свою очередь делят Таллинский залив на три части: залив Какумяэ (Тискре), залив Копли, залив Пальясааре и Таллинский рейд (самое узкое место залива, находится между Пальяссааре и Мийдуранна).
Побережье залива в целом пологое, скалистые обрывы встречаются в Раннамыйза, Какумяэ, на полуострове Копли и на острове Найссаар.
Самые большие песчаные пляжи расположены в Какумяэ, Пельгуранна и Пирита. Каменистые побережья находятся между Раннамыйза и Тискре, в Какумяэ и Рокка-аль-Маре, между Пальясааре и Копли, в Кадриорге, Меривялья и на острове Аэгна.
Прибрежное море неглубокое, дно в основном каменистое. Линия глубины в 10 метров находится на расстоянии 0,5—1,0 км от берега.
В заливе имеются несколько отмелей: к востоку от острова Найссаар — Найссаареская отмель (местами глубина 3—4 метра), к востоку от этой отмели — отмель Кескмадал (Keskmadal) глубиной 7,4 метра, к северо-западу от Пальяссааре — отмель Вахемадал (Vahemadal) глубиной 3,8 метра.
Самые известные подводные рифы — Литтегрунд (Littegrund), Хюлькари (Hülkari или Hülgekari) и Пальяссааре (Paljassaare). Как малые острова известны Пандью (Pandju или Paljandu) рядом с деревней Пююнси (Püünsi), площадью около 2 гектаров, и Лийвакари (Liivakari) напротив мыса Какумяэ, площадью 1,6 гектара.
В залив впадает река Пирита и несколько ручьёв, самые известные из которых — ручей Тискре (Tiskre) и ручей Мустоя (Mustoja).
Уровень воды в заливе колеблется на 2 метра в год. На Таллинском рейде высота волны иногда достигает 4 метров.
На берегу залива расположено несколько портов (Таллинский пассажирский порт, порт Мууга, порт Пирита и др.) и причалов, среди которых открытая в июне 2017 года в Какумяэ яхтенная гавань Хавен Какумяэ (Haven Kakumäe), вмещающая до 300 судов.
Первый постоянный причал на берегу залива был построен в 17-м столетии, а защищённый молами порт — после Северной войны.

## Галерея

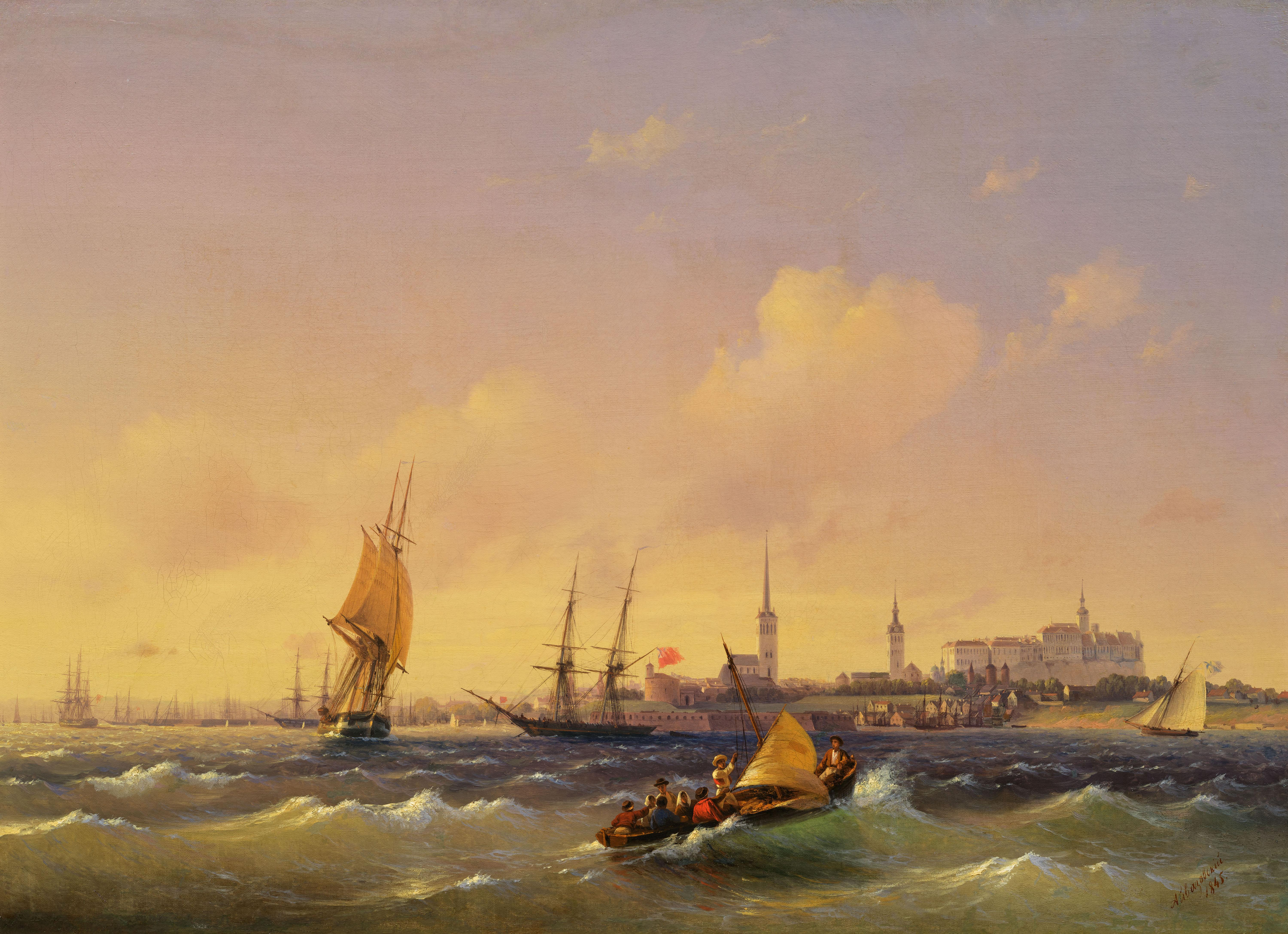
И. К. Айвазовский, «Ревель» (Таллинский залив), 1845 год
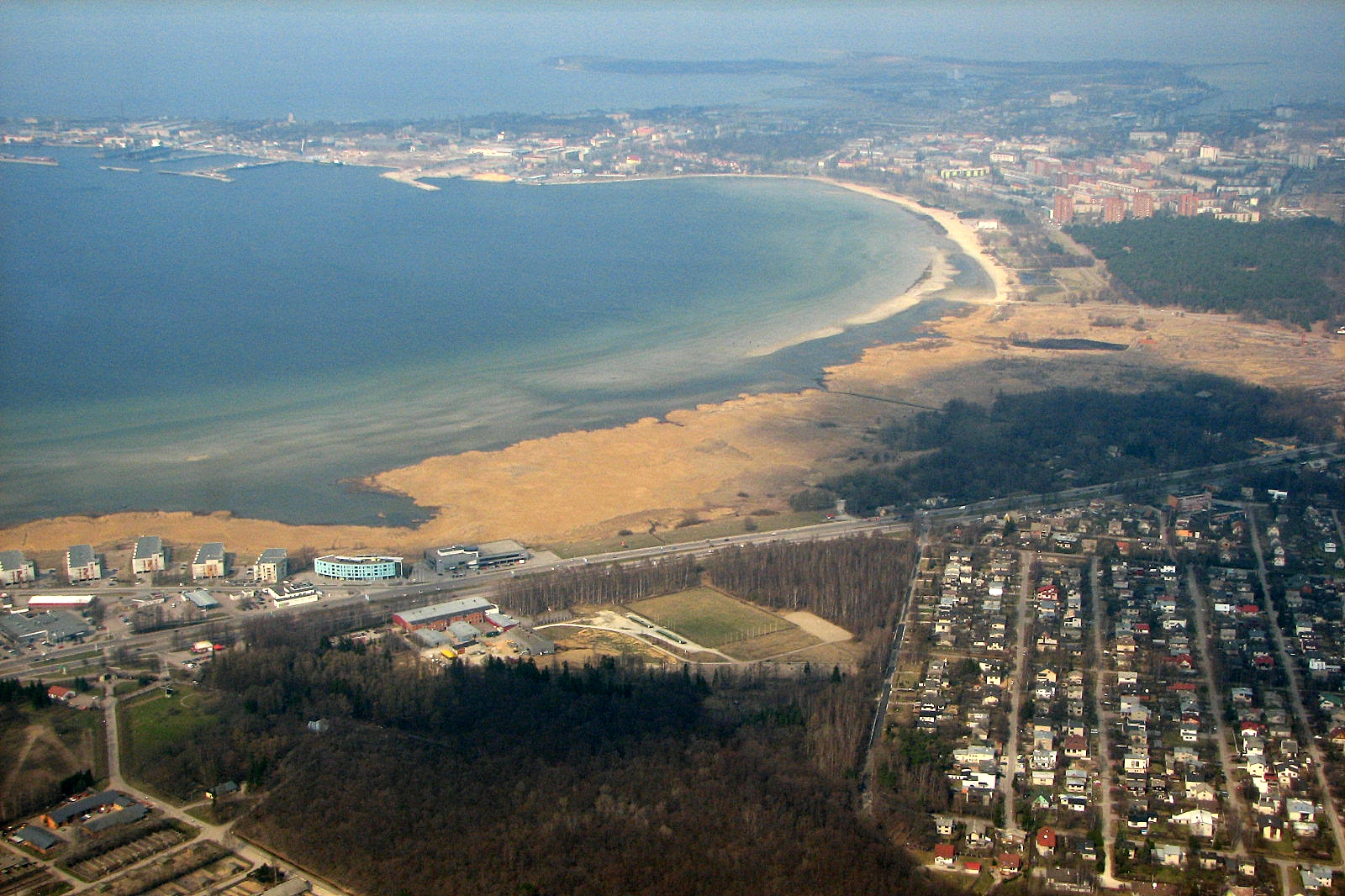
Залив Копли
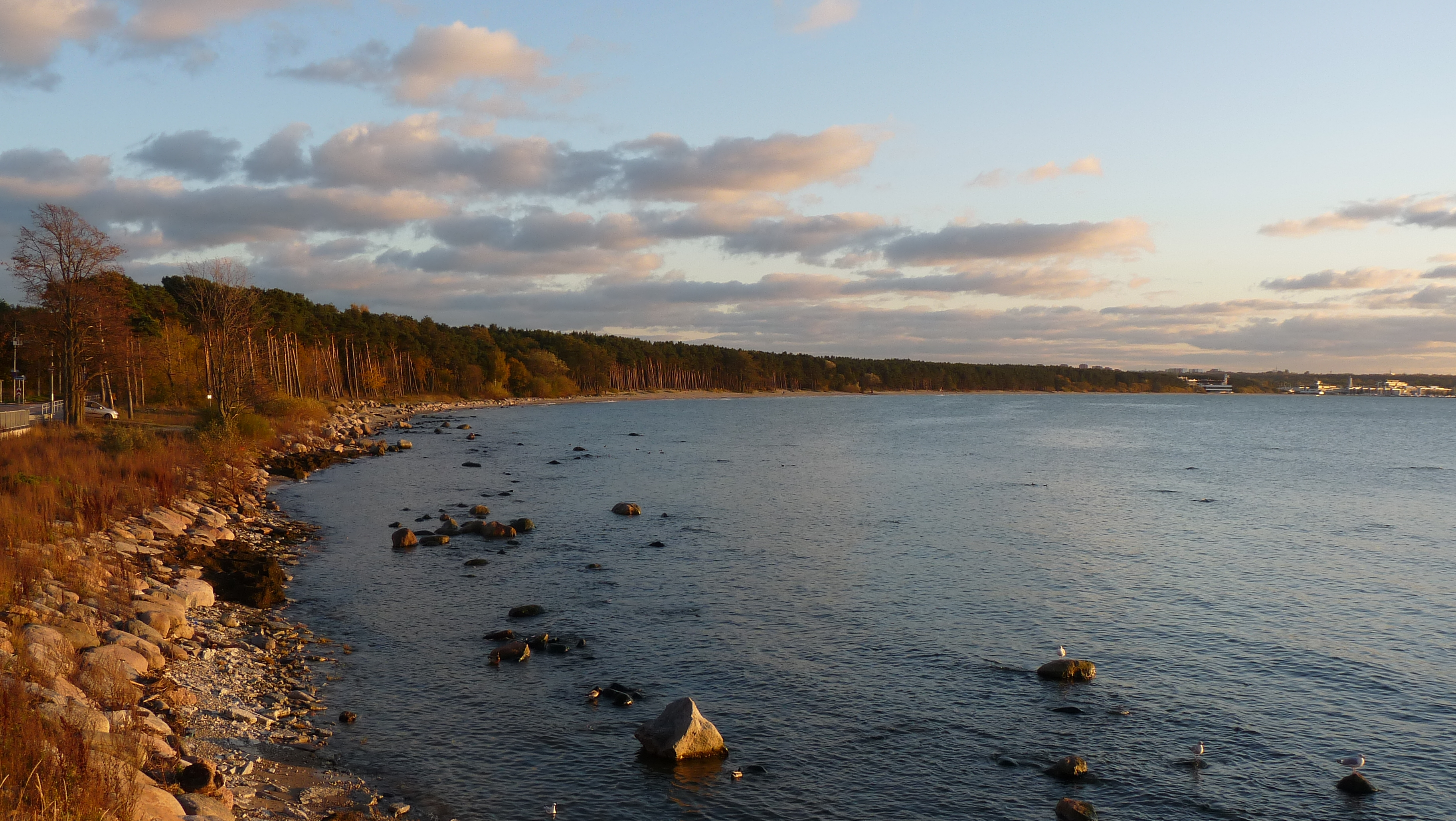
Побережье Таллинского залива в Меривялья
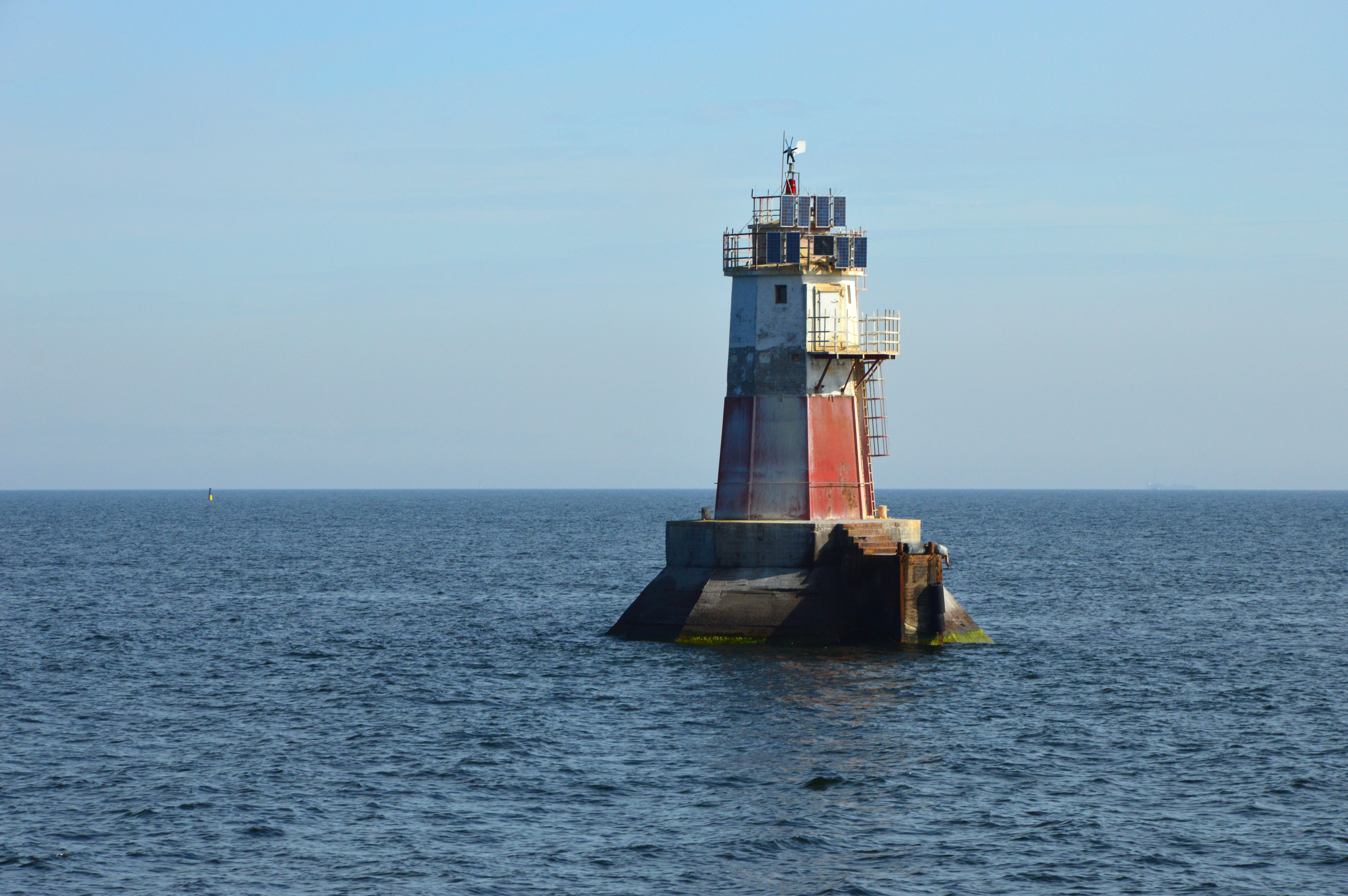
Маяк на отмели Вахемадал
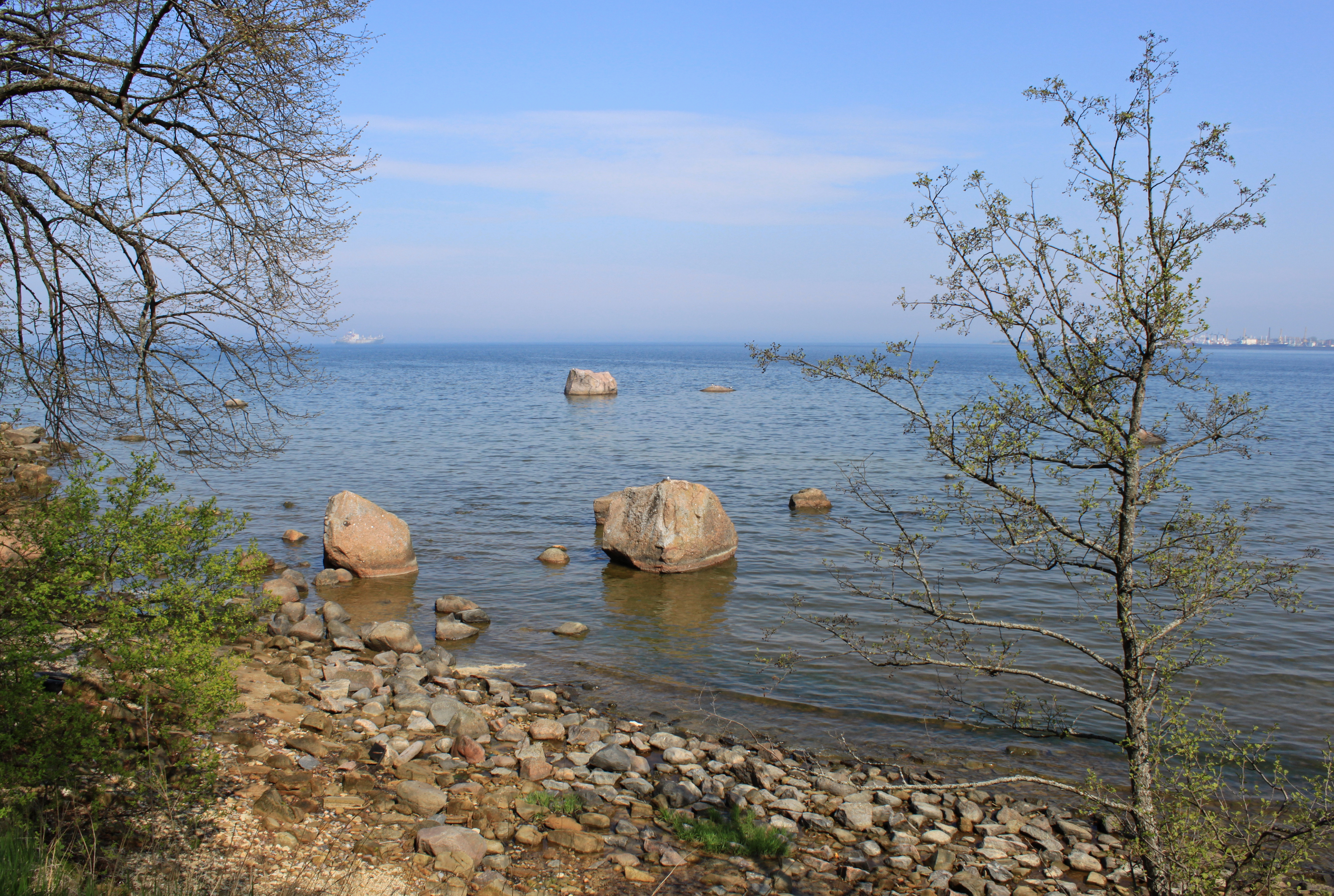
Побережье Таллинского залива в Рокка-аль-Маре
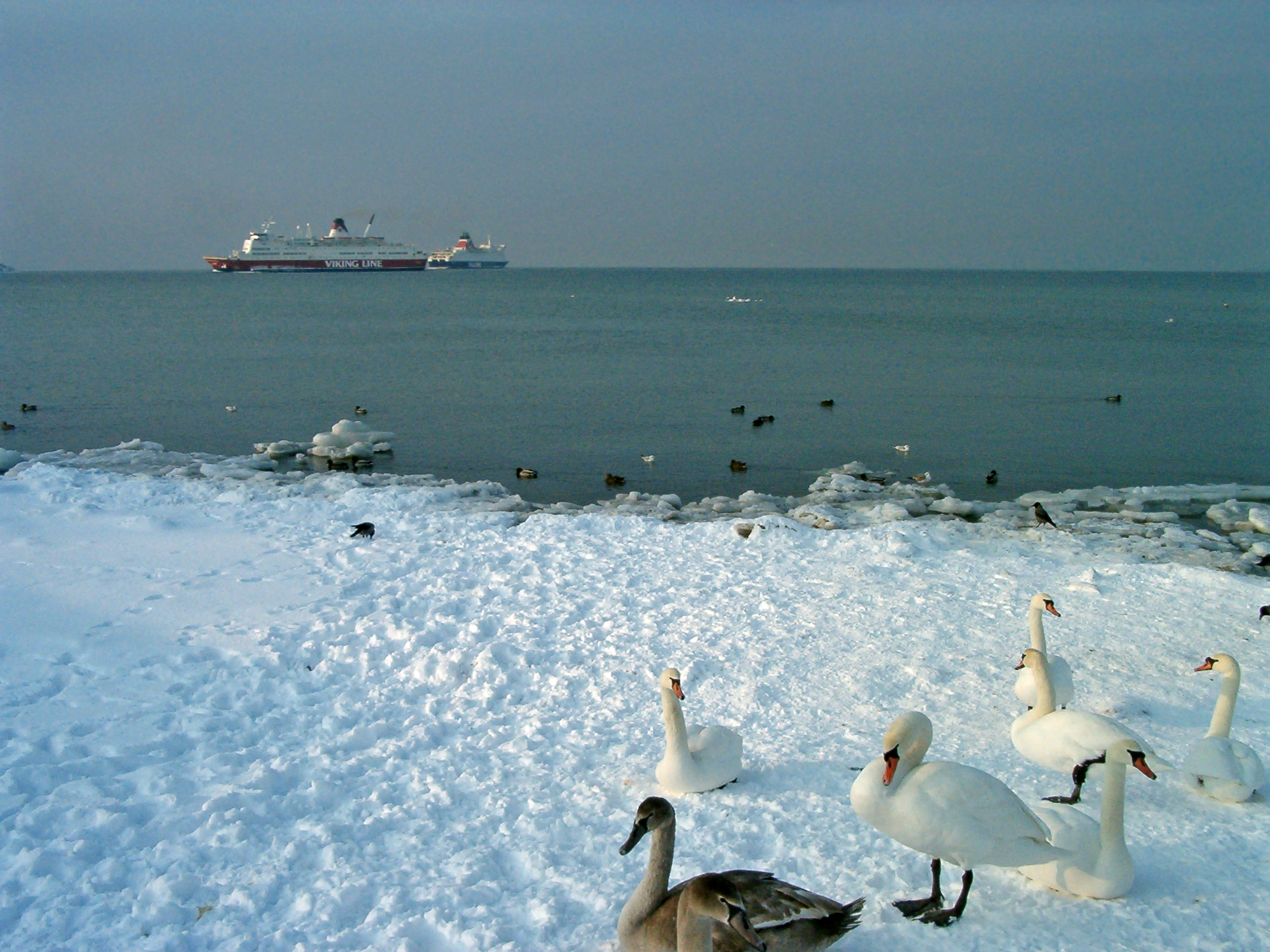
Таллинский залив в районе Кадриорга в начале марта
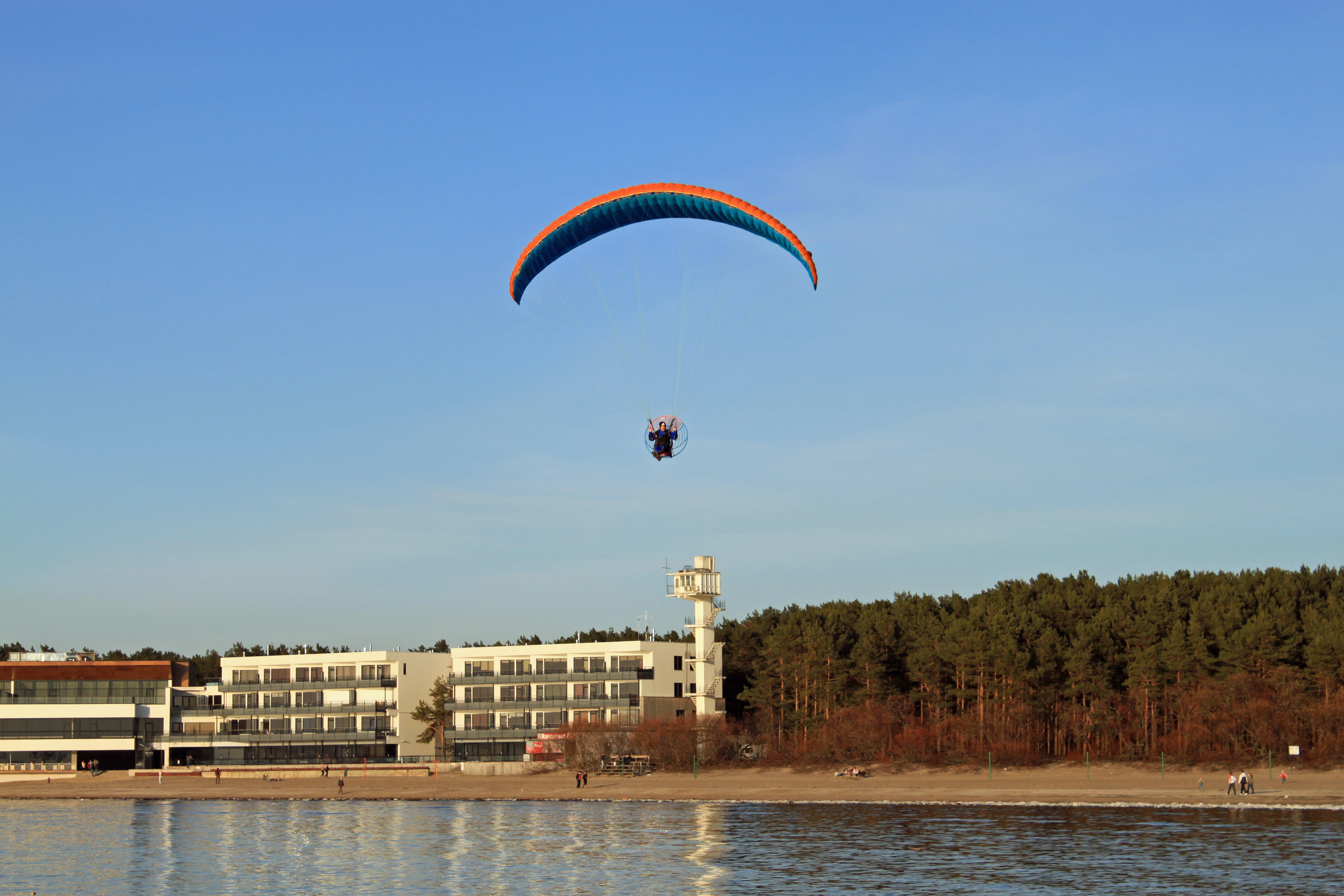
Пляж в Пирита весной
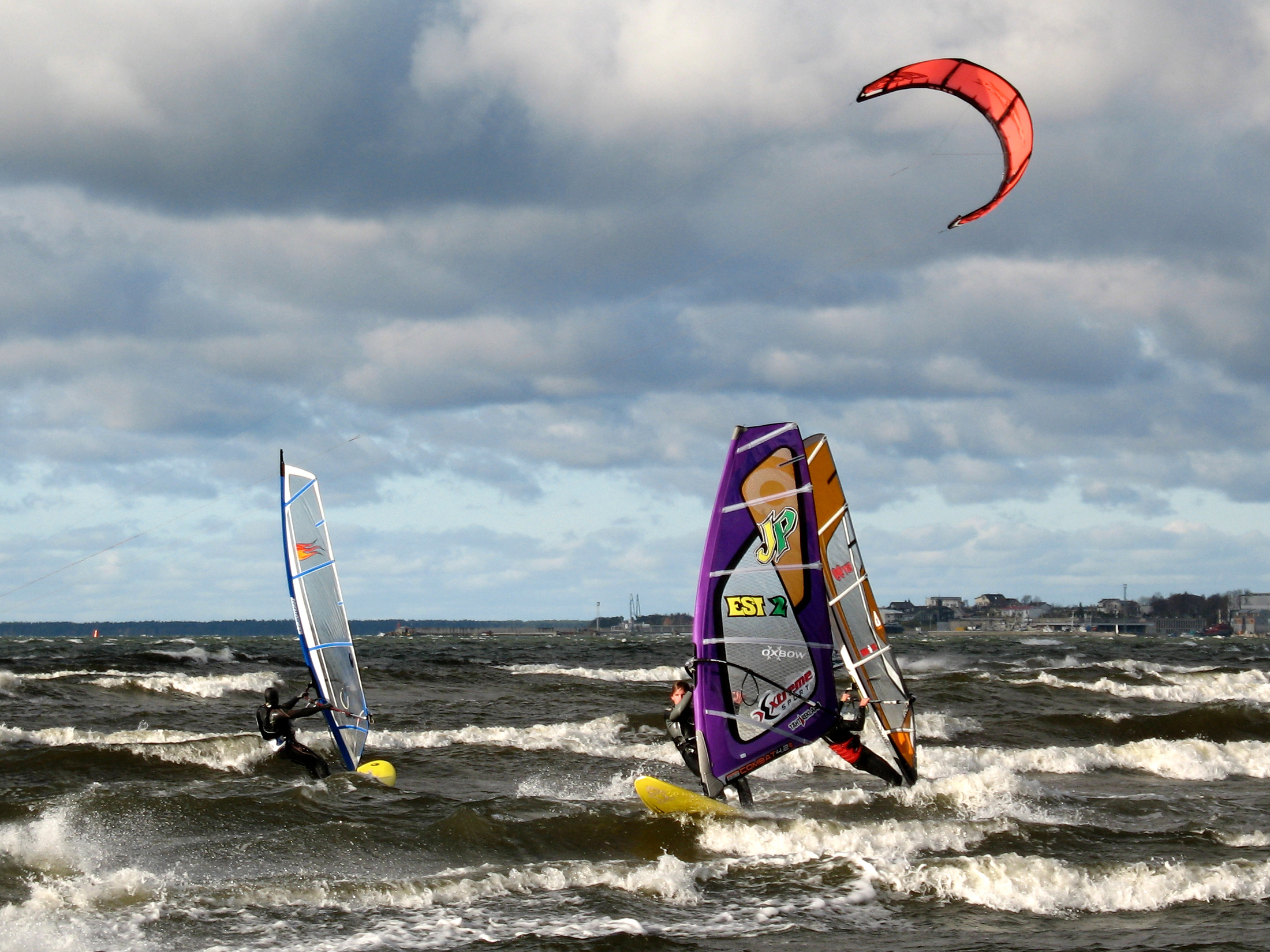
Виндсёрфинг в Таллинском заливе, октябрь 2008
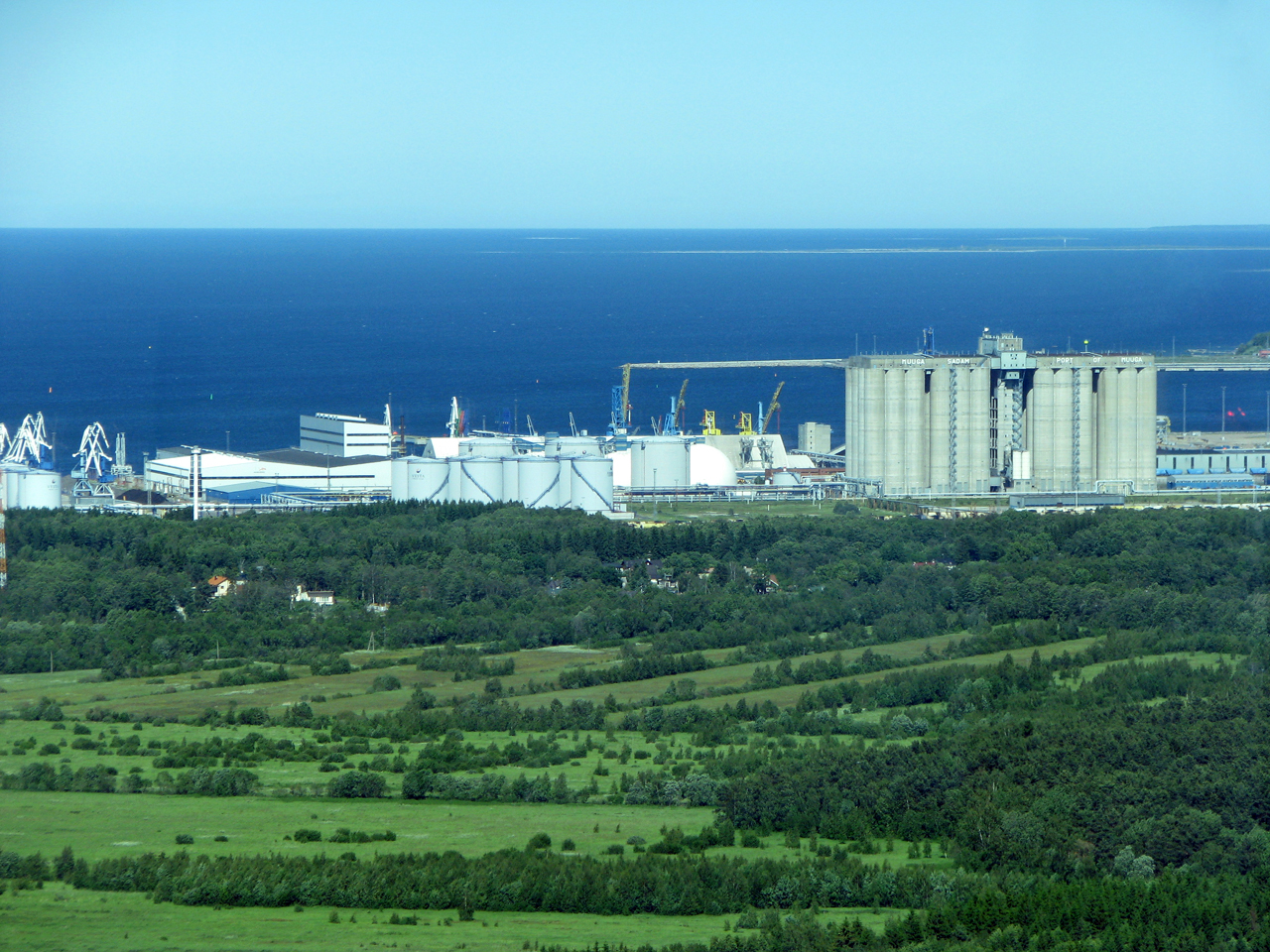
Вид на Таллинский залив и порт Мууга с таллинской телебашни
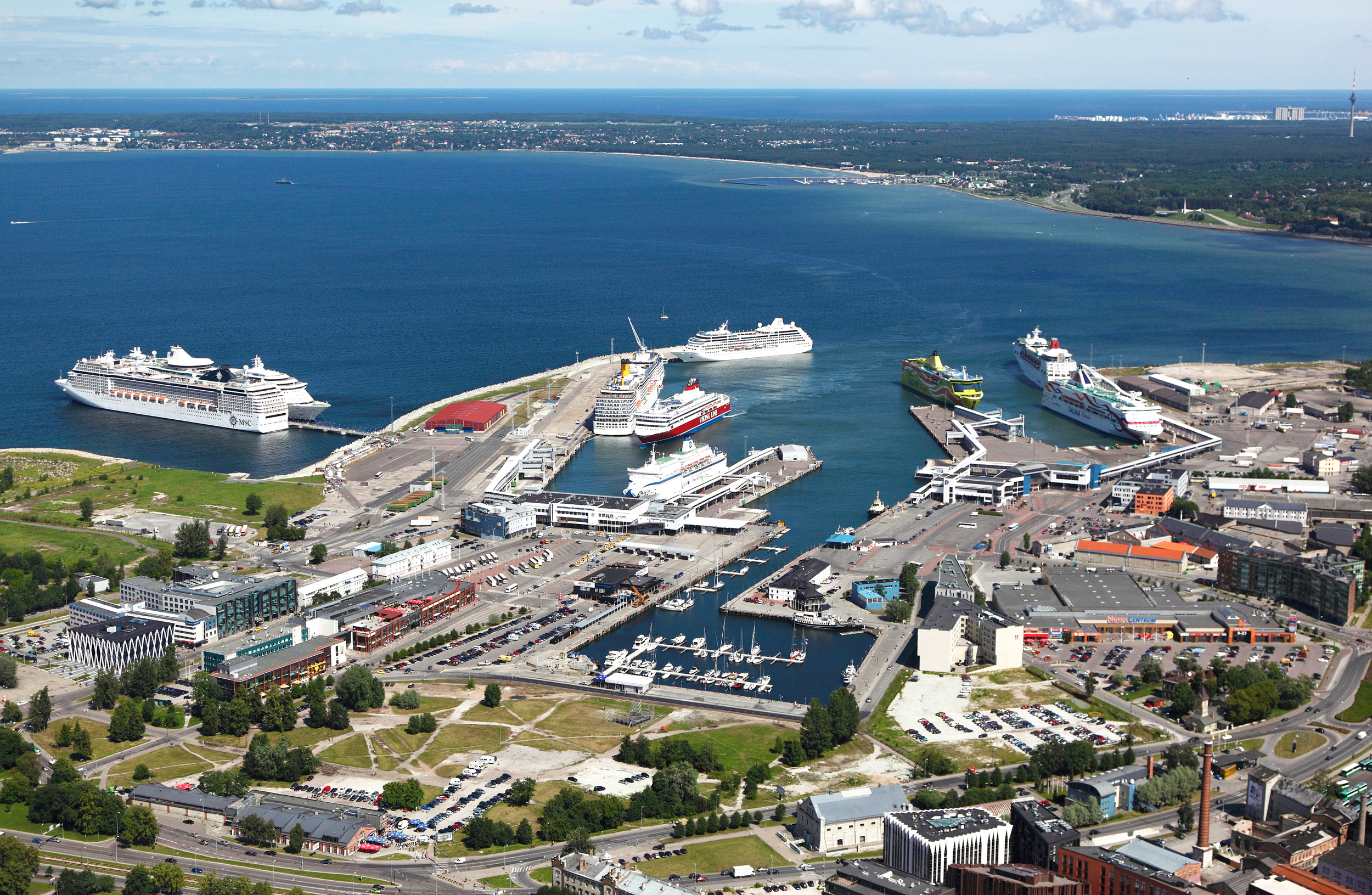
Пассажирский порт Таллина